# Лесной царь (фильм)
«Лесной царь» (известен также под названием «Огр»; нем. Der Unhold) — кинофильм режиссёра Фолькера Шлёндорфа, снятый в 1996 году по роману Мишеля Турнье.
Фильм посвящён памяти Луи Маля.

## Сюжет
Авель (Джон Малкович) — простоватый сирота, воспитанный в суровых условиях католического приюта. Он работает механиком и увлекается фотографией. Особенно ему нравится общаться с детьми. Это продолжалось до тех пор, пока одна знакомая девочка Мартина, которую он подвозил домой, не обвинила его в изнасиловании. Судья в качестве меры, заменяющей тюремный срок, отправил Авеля на службу в армию. Вскоре началась Вторая мировая война, Франция была быстро разгромлена, а Авель отправился в лагерь для военнопленных.

## В ролях
- Джон Малкович — Авель
- Готфрид Йон — главный лесничий
- Марианна Зегебрехт — фрау Нетта
- Фолькер Шпенглер — Герман Геринг
- Армин Мюллер-Шталь — граф фон Кальтенборн
- Хайно Ферх — офицер Рауфайзен
- Дитер Лазер — профессор Блеттхен
- Аньес Сораль — Рашель
- Саша Ханау — Мартина
- Илья Смолянский — Эфраим

## Награды и номинации
- 1996 — премия ЮНИСЕФ и номинация на «Золотого льва» на Венецианском кинофестивале